# زنتارو واتانابه
زنتارو واتانابه (انگلیسی: Zentaro Watanabe; ۹ اوت ۱۹۶۳ – ۲۲ ژوئیهٔ ۲۰۲۱) خوانندگی، تهیه‌کننده اهل ژاپن بود. وی بین سال‌های ۱۹۸۶ تا ۲۰۲۱ میلادی فعالیت می‌کرد.